# Peter Dinklage
Peter Hayden Dinklage, född den 11 juni 1969 i Morristown, New Jersey, är en amerikansk skådespelare och producent. 
Dinklages genombrott anses vara filmen Station Agent. Även om det var en liten independentfilm blev den hyllad av kritikerna, och Dinklage blev för sin roll nominerad till flera priser. 2011–2019 spelade han rollen som Tyrion Lannister i TV-serien Game of Thrones, en roll som gav honom mycket uppmärksamhet och flera prestigefulla priser.
Han är sedan 2005 gift med regissören Erica Schmidt. 2011 fick paret sitt första barn, en dotter, och 2017 sitt andra, en son.

## Tidigt liv
Dinklage föddes i Morristown, New Jersey. Hans mor var musiklärare och hans far var en försäljare av försäkringar. Han växte upp i Mendham Township, New Jersey. Dinklage började med skådespeleri på Delbarton School i Morristown, där han tog examen 1987, och tog en collegeexamen 1991 vid Bennington College i Vermont. Dinklage är vegetarian.

## Karriär
Dinklage debuterade i filmen Living in Oblivion 1995. Hans genombrott kom med filmen Station Agent 2003 för vilken han nominerades till pris för bästa skådespelare av bland andra Independent Spirit och Screen Actors Guild. Vid sidan om filmkarriären har Dinklage spelat teater.
Dinklage längd har begränsat hans filmkarriär till att till största delen bestå av småroller och udda karaktärer. I filmen Elf (2003) spelar han en pretentiös barnboksförfattare som hamnar i slagsmål med Will Ferrells karaktär efter att ha blivit oavsiktligt förolämpad. Han spelar en bröllopsplanerare i The Baxter (2005) och i Berättelsen om Narnia: Prins Caspian (2008) spelar han rollen som Trumpkin. Dinklage har även medverkat i tv-serier som till exempel science fiction-serien Threshold (2005), 30 Rock och Nip/Tuck. Han gör ett cameoframträdande i ett avsnitt av Entourage.
Men hans kanske största roll är i TV-serien Game of Thrones där han spelar  Tyrion Lannister och vilken han även fått två Emmy Awards och en Golden Globe Award för.

## Längd
Dinklage föddes med akondroplasi vilket ledde till kortvuxenhet, Dinklage är 135 cm lång. Varken hans föräldrar och hans bror är kortväxta. När Dinklage frågades om sin längd i en intervju sade han:

"När jag var yngre lät jag det definitivt påverka mig. Som tonåring var jag bitter och arg och skärmade av mig. Men när man blir äldre inser man att man måste ha humor. Man vet att det inte är ens eget problem. Det är de andras."

## Filmografi

### Filmer
| År   | Titel                                     | Roll                        | Noter |
| ---- | ----------------------------------------- | --------------------------- | --- |
| 1995 | Living in Oblivion - Tystnad, tagning!    | Tito                        | |
| 1996 | Bullet                                    | Byggchef                    | Okrediterad |
| 1998 | Kassa kassaskåpssprängare                 | Leflore                     | |
| 1999 | Pigeonholed                               | Roy                         | |
| 2001 | Never Again                               | Harry Appleton              | |
| 2001 | Human Nature                              | Frank                       | |
| 2002 | 13 Moons                                  | Binky                       | |
| 2002 | Just a Kiss                               | Dink                        | |
| 2003 | Elf                                       | Miles Finch                 | |
| 2003 | Station Agent                             | Finbar McBride              | Nominerad—Chicago Film Critics Association Award for Most Promising Performer Nominerad—Independent Spirit Award for Best Male Lead Nominerad—Online Film Critics Society Award for Best Breakthrough Performance Nominerad—Phoenix Film Critics Society Award for Best Breakout Performance—On Screen Nominerad—Phoenix Film Critics Society Award for Best Cast Nominerad—Screen Actors Guild Award for Outstanding Performance by a Male Actor in a Leading Role Nominerad—Screen Actors Guild Award for Outstanding Performance by a Cast in a Motion Picture |
| 2003 | Tiptoes                                   | Maurice                     | |
| 2004 | Surviving Eden                            | Sterno                      | |
| 2004 | 89 Seconds at Alcázar                     | Mari Babola                 | Kortfilm |
| 2004 | Jail Bait                                 | Lindo                       | Kortfilm |
| 2005 | The Baxter                                | Benson Hedges               | |
| 2005 | Escape Artists                            | Mr. Duff                    | |
| 2005 | Lassie                                    | Rowlie                      | |
| 2005 | Fortunes                                  | Mike Kirkwood               | |
| 2006 | The Limbo Room                            | Dusty Spitz                 | |
| 2006 | Find Me Guilty                            | Ben Klandis                 | |
| 2006 | Penelope                                  | Lemon                       | |
| 2006 | Little Fugitive                           | Sam Norton                  | |
| 2007 | Ascension Day                             | Brantly                     | |
| 2007 | Trångt i kistan                           | Peter                       | |
| 2007 | Underdog                                  | Dr. Simon Barsinister       | |
| 2008 | Berättelsen om Narnia: Prins Caspian      | Trumpkin                    | |
| 2009 | Saint John of Las Vegas                   | Mr. Townsend                | |
| 2010 | Death at a Funeral                        | Frank                       | |
| 2010 | The Last Rites of Ransom Pride            | Dvärg                       | |
| 2010 | I Love You Too                            | Charlie                     | |
| 2010 | Pete Smalls is Dead                       | K.C. Munk                   | Även producent |
| 2011 | A Little Bit of Heaven                    | Vinnie                      | |
| 2012 | Ice Age 4 - Jorden skakar loss            | Captain Gutt (röstroll)     | |
| 2013 | A Case of You                             | Gerard                      | |
| 2013 | Knights of Badassdom                      | Hung                        | |
| 2014 | Low Down                                  | Alain                       | |
| 2014 | X-Men: Days of Future Past                | Bolivar Trask               | |
| 2014 | The Angriest Man in Brooklyn              | Aaron Altmann               | |
| 2015 | Taxi                                      | Marc                        | |
| 2015 | Pixels                                    | Eddy Plant                  | |
| 2016 | Angry Birds                               | The Mighty Eagle (röstroll) | |
| 2016 | The Boss                                  | Renault                     | |
| 2017 | Rememory                                  | Sam Bloom                   | |
| 2017 | Three Christs                             | Joseph                      | |
| 2017 | Three Billboards Outside Ebbing, Missouri | James                       | |
| 2018 | I Think We're Alone Now                   | Del                         | |
| 2018 | Avengers: Infinity War                    | Eitri                       | |
| 2021 | I Care a Lot                              | Roman Lunyov                | |

### TV
| År        | Titel                                            | Roll                             | Noter |
| --------- | ------------------------------------------------ | -------------------------------- | --- |
| 1995      | Seinfeld                                         | James' telefonröst               | Avsnitt: "The Wink" Okrediterad |
| 2001      | The $treet                                       | Little Person                    | Avsnitt: "Junk Bonds" |
| 2002      | Tredje skiftet                                   | Knarklangare                     | Avsnitt: "The Long Guns" |
| 2004      | I'm with Her                                     | Elliot Rosen                     | 3 avsnitt |
| 2005      | Life As We Know It                               | Dr. Belber                       | 2 avsnitt |
| 2005      | Testing Bob                                      | Robinson "Bob" Hart              | Pilotavsnitt |
| 2006      | Ultra                                            |                                  | Pilot |
| 2005–2006 | Threshold                                        | Arthur Ramsey                    | 13 avsnitt |
| 2006      | Nip/Tuck                                         | Marlowe Sawyer                   | 7 avsnitt |
| 2009      | 30 Rock                                          | Stewart                          | Avsnitt: "Señor Macho Solo" |
| 2011–2019 | Game of Thrones                                  | Tyrion Lannister                 | Primetime Emmy Award for Outstanding Supporting Actor in a Drama Series (2011, 2015) Golden Globe Award for Best Supporting Actor – Series, Miniseries or Television Film (2011) Satellite Award for Best Supporting Actor – Series, Miniseries or Television Film (2011) Scream Award for Best Supporting Actor (2011) Nominerad—Critics' Choice Television Award for Best Supporting Actor in a Drama Series (2012, 2016) Nominerad—Primetime Emmy Award for Outstanding Supporting Actor in a Drama Series (2012, 2013, 2014, 2016) Nominerad—Satellite Award for Best Supporting Actor – Series, Miniseries or Television Film (2012) Nominerad—Scream Award for Best Ensemble (2011) Nominerad—Screen Actors Guild Award for Outstanding Performance by a Male Actor in a Drama Series (2014, 2015, 2016) Nominerad—Screen Actors Guild Award for Outstanding Performance by an Ensemble in a Drama Series (2011, 2014, 2015, 2016) Nominerad—TCA Award for Individual Achievement in Drama (2011, 2012) |
| 2013      | Saturday Night Live                              | Peter Drunklage                  | Avsnitt: "Melissa McCarthy/Phoenix" |
| 2013      | Sesam                                            | Simon                            | Avsnitt: "Simon Says" |
| 2014      | Family Guy                                       | Mr. Stone (röstroll)             | Avsnitt: "Secondhand Spoke" |
| 2017      | The David S. Pumpkins Animated Halloween Special | Berättare/Vuxen Kevin (röstroll) | TV special |
| 2018      | My Dinner with Hervé                             | Hervé Villechaize                | TV film |

### Datorspel
| År        | Titel                                     | Roll             |
| --------- | ----------------------------------------- | ---------------- |
| 2008      | The Chronicles of Narnia: Prince Caspian  | Trumpkin         |
| 2012      | Ice Age: Continental Drift – Arctic Games | Captain Gutt     |
| 2014      | Destiny                                   | Ghost            |
| 2014–2015 | Game of Thrones                           | Tyrion Lannister |